# Oleg Ivanov
Oleg Aleksándrovich Ivanov (en ruso: Оле́г Алекса́ндрович Ивано́в; Moscú, Unión Soviética, 4 de agosto de 1986) es un futbolista ruso que juega de centrocampista en el F. C. Rubin Kazán.

## Biografía
Ivanov empezó su carrera futbolística en las categorías inferiores del Spartak de Moscú. El 24 de febrero de 2004 debutó con el primer equipo. Fue en el último minuto de un partido de la Copa de la UEFA contra el R. C. D. Mallorca. Ante la falta de oportunidades Ivanov se marchó al FK Jimki al año siguiente.
En 2006 fichó por el FC Kubán Krasnodar. En su primera temporada ayudó a su club a ascender a la Liga Premier de Rusia. Al año siguiente marcó cuatro goles en liga, que finalmente no sirvieron de mucho, ya que el Kuban Krasnodar no pudo mantener la categoría.
En 2008 fichó por el PFC Krylia Sovetov Samara. Debutó en liga con este equipo el 22 de marzo.

## Selección nacional
Fue convocado a última hora para participar en la Eurocopa de Austria y Suiza de 2008 debido a la lesión de su compatriota Pavel Pogrebnyak, pero finalmente no llegó a jugar ningún partido en ese torneo.

## Clubes
| Club                           | País  | Año       |
| ------------------------------ | ----- | --------- |
| F. C. Spartak Moscú            | Rusia | 2004      |
| F. K. Jimki                    | Rusia | 2005      |
| F. C. Kubán Krasnodar          | Rusia | 2006-2008 |
| P. F. C. Krylia Sovetov Samara | Rusia | 2008-2010 |
| F. C. Rostov                   | Rusia | 2011      |
| Ajmat Grozni                   | Rusia | 2012-2021 |
| F. C. Ufa                      | Rusia | 2021-2022 |
| F. C. Rubin Kazán              | Rusia | 2022-     |